# عجبان (النادرة)
عجبان هي إحدى قرى عزلة مقنع الأعلى بمديرية النادرة التابعة لمحافظة إب، بلغ تعداد سكانها 142 نسمة حسب وصل تعداد سكانها في 2024 | 2520 نسمة اليمن لعام 2024. 